# Valmalenco
Das Valmalenco (lombardisch val Malénch), deutsch auch Malencotal, ist ein in den Westlichen Rätischen Alpen gelegenes Seitental des Veltlin in der italienischen Provinz Sondrio (Lombardei). Das Tal beginnt in Sondrio und erstreckt sich über etwa 15 Kilometer nördlich auf den Piz Bernina zu. Sein Hauptort ist Chiesa in Valmalenco.
Im Valmalenco wurden zwei Mineralarten und ein monokliner Polytyp des Minerals Mckelveyit-(Y) erstmals entdeckt und beschrieben. Für den Artinit gilt die „Miniera di Franscia“ bei Franscia nahe der Gemeinde Lanzada und für den Brugnatellit die „Ciappanico Asbestos Mine“ bei Ciappanico nahe der Gemeinde Torre di Santa Maria als Typlokalität (Erstfundort).